# فیروزآباد (هندیجان)
فیروزآباد (هندیجان)، روستایی از توابع بخش چم خلف عیسی شهرستان هندیجان در استان خوزستان ایران است.

## جمعیت
این روستا در دهستان چم خلف عیسی قرار دارد و براساس سرشماری مرکز آمار ایران در سال ۱۳۸۵، جمعیت آن ۴۳۸ نفر (۸۳خانوار) بوده‌است.